# 3382 Кассіді
3382 Кассіді (3382 Cassidy) — астероїд головного поясу, відкритий 7 вересня 1948 року.
Тіссеранів параметр щодо Юпітера — 3,604.